# وادي حرم (الأفلاج)
حرم واد كبير من أودية الأفلاج يقع بين واسط والهدار، متعلق رأسه بقمة طويق ويصب سيله في قرية البديع، وينتهي بالجدول مفضى سيول أودية الأفلاج. ويقدر طوله من مبتدئه إلى الجدول بحوالي مائة وعشرين كيلًا.